# Воссен, Йелле
Йелле Воссен (нидерл. Jelle Vossen; родился 22 марта 1989 года в Билзене, Бельгия) — бельгийский футболист, нападающий клуба «Зюлте-Варегем». Выступал за сборную Бельгии.

## Клубная карьера
На взрослом уровне Воссен дебютировал в сезоне 2006/07 в составе бельгийского «Генка», к которому присоединился в 2005 году. В своем первом чемпионате Бельгии по футболу Йелле сыграл восемь матчей и забил в них один гол. В сезонах 2007/08 и 2008/09 Воссен стал играть больше и провел соответственно 17 (3 гола) и 20 (4) матчей. Но его четвёртый сезон на взрослом уровне не задался, и после 3 безголевых игр Йелле отдали в аренду до конца сезона в «Серкль Брюгге», за который он сыграл довольно удачно: 17 игр и 6 голов в них. Летом 2010 года он вернулся в «Генк».
1 сентября 2014 года перешёл на правах аренды в «Мидлсбро» с правом выкупа за 3 миллиона фунтов. Воссен дебютировал за «Мидлсбро» 13 сентября 2014 года в матче против клуба «Хаддерсфилд Таун» заменив Ли Томлина на 59-й минуте. Первые голи и свой первый хет-трик за «Мидлсбро» забил 6 декабря 2014 года в матче против клуба «Миллуолл». Этот матч закончился со счетом 5-1 в пользу «Мидлсбро». За сезон он провел 40 матчей во всех турнирах и забил 9 голов. По окончании сезона «Мидлсбро» не воспользовалось правом выкупа и Воссен вернулся обратно в «Генк».
6 июля 2015 года перешёл в «Бернли» за 3 500 000 миллиона евро. 8 августа 2015 года дебютировал за «Бернли» в матче против «Лидс Юнайтед». Сыграл только 4 матча за «Бернли», Воссен покинул команду.
30 августа 2015 года перешёл в «Брюгге». Контракт подписан сроком на 5 лет. Первый гол за «Брюгге» забил 20 сентября 2015 года в матче против «Васланд-Беверен».

## Международная карьера
Лучший бомбардир мемориала Ежека 2006 года. 
Дебютировал за национальную сборную на Кубке Кирина 29 мая 2009 года в матче со сборной Чили (1-1), а 12 октября 2010 года, Воссен забил свой первый гол в матче отборочного турнира к Евро-2012 со сборной Австрии (4-4).

## Достижения
«Генк»
- Чемпион Бельгии: 2010/11
- Обладатель Кубка Бельгии (2): 2009, 2013
- Обладатель Суперкубка Бельгии: 2011

## Клубная статистика
По состоянию на 15 мая 2016 года
| Выступление      | Выступление      | Выступление      | Лига | Лига | Кубки | Кубки | Еврокубки | Еврокубки | Остальные | Остальные | Итого | Итого |
| Клуб             | Лига             | Сезон            | Игры | Голы | Игры  | Голы  | Игры      | Голы      | Игры      | Голы      | Игры  | Голы  |
| ---------------- | ---------------- | ---------------- | ---- | ---- | ----- | ----- | --------- | --------- | --------- | --------- | ----- | ----- |
| Генк             | Лига Жюпиле      | 2006/07          | 7    | 1    | 0     | 0     | 0         | 0         | 0         | 0         | 7     | 1     |
| Генк             | Лига Жюпиле      | 2007/08          | 17   | 3    | 1     | 0     | 0         | 0         | 0         | 0         | 18    | 3     |
| Генк             | Лига Жюпиле      | 2008/09          | 20   | 4    | 5     | 2     | 0         | 0         | 0         | 0         | 25    | 6     |
| Генк             | Лига Жюпиле      | 2009/10          | 3    | 0    | 0     | 0     | 0         | 0         | 0         | 0         | 3     | 0     |
| Генк             | Лига Жюпиле      | 2010/11          | 37   | 20   | 1     | 0     | 3         | 4         | 0         | 0         | 41    | 24    |
| Генк             | Лига Жюпиле      | 2011/12          | 36   | 20   | 2     | 2     | 10        | 5         | 1         | 0         | 49    | 27    |
| Генк             | Лига Жюпиле      | 2012/13          | 32   | 17   | 6     | 4     | 10        | 4         | 0         | 0         | 48    | 25    |
| Генк             | Лига Жюпиле      | 2013/14          | 38   | 12   | 4     | 2     | 10        | 5         | 1         | 0         | 53    | 19    |
| Генк             | Лига Жюпиле      | 2014/15          | 2    | 0    | 0     | 0     | 0         | 0         | 0         | 0         | 2     | 0     |
| Генк             | Итого            | Итого            | 192  | 77   | 19    | 10    | 33        | 18        | 2         | 0         | 246   | 105   |
| Серкль Брюгге →  | Лига Жюпиле      | 2009/10          | 17   | 6    | 6     | 2     | 0         | 0         | 0         | 0         | 23    | 8     |
| Серкль Брюгге →  | Итого            | Итого            | 17   | 6    | 6     | 2     | 0         | 0         | 0         | 0         | 23    | 8     |
| Мидлсбро →       | Чемпионшип       | 2014/15          | 33   | 7    | 4     | 1     | 0         | 0         | 3         | 1         | 40    | 9     |
| Мидлсбро →       | Итого            | Итого            | 33   | 7    | 4     | 1     | 0         | 0         | 3         | 1         | 40    | 9     |
| Бернли           | Чемпионшип       | 2015/16          | 4    | 0    | 1     | 0     | 0         | 0         | 0         | 0         | 5     | 0     |
| Бернли           | Итого            | Итого            | 4    | 0    | 1     | 0     | 0         | 0         | 0         | 0         | 5     | 0     |
| Брюгге           | Лига Жюпиле      | 2015/16          | 29   | 13   | 5     | 1     | 4         | 1         | 0         | 0         | 38    | 15    |
| Брюгге           | Итого            | Итого            | 29   | 13   | 5     | 1     | 4         | 1         | 0         | 0         | 38    | 15    |
| Всего за карьеру | Всего за карьеру | Всего за карьеру | 275  | 103  | 35    | 14    | 37        | 19        | 5         | 1         | 352   | 137   |